# Гина Рањичић
Гина Рањичић (1830 — 1891) по речима познатог ромолога, Хајнриха Влислоцког, прва је позната ромска песникиња. Сматра се пиониром ромске лирике у Србији.

## Биографија
Рођена је 1830. године. Пореклом је из лозе српских Рома. Једном је њихово племе било осумњичено за крађу и протерано од стране српских војника. Гина се у том тренутку одметнула од својих саплеменика и у својој 12. години доселила у Београд. О њој се потом старао јерменски трговац из Константинопоља, Јоаким Даленес који јој је омогућио трогодишње школовање код приватног учитеља немачког језика, Карла Берика.
Гина Рањичић је, по Влислоцком, имала неколико животних партнера, од којих су сви неромске националности: Габријел Даленес (Јерменин), Грегор Корахон (Албанац), неименовани „мудри човек” (из Србије), Јакоб Хорнштајн (Јеврејин). У прву партнерску везу, Гина Рањичић ступа у периоду када је имала око петнаест или шеснаест година, и то у оквиру секундарне породице, са Габријелом Даленесом, доста старијим од ње и млађим братом поочима Јоакима. Наводи се да је у том браку била срећна, да је тада почела да пише песме.
Тај брак нагло је прекинут појавом Албанца којег у својим песмама зове Шиптар, Грегора Корахона, и његовим речима о Султановој наредби да се убију Јермени, и Гина тада одлази са њим. Светозар Јакобчић је истражујући овај случај дошао до података да је јерменски трговац Габријел Даленес убијен 1851. године, а да је за то осумњичен „неки Албанац у бекству”. Однос са Корахоном је у знаку страсти, као и физичког насиља и продаје другом мушкарцу. У дому Мађара, Андреаса Ковача, коме је Корахон продао на три месеца, она је била увези са неименованим „мудрим човеком” (како га помиње у песмама) из Србије, од ког је изневерена и напуштена. Гина је о томе рекла као о обичају у оно време код Албанаца, да пре кретања на пут жену продају другом мушкарцу. После двогодишњег дружења са Грегором, хтела је једном кришом да га заувек напусти, али су његови рођаци открили Гинину намеру, на шта је он бесно ханџаром тешко ранио по левом образу. Ожиљак те ране Гина је носила до краја живота. У једном краћем периоду опет се враћа да живи са рођацима где бива заточена и коришћена као средство за уцену њених партнера. О конфликтности односа песникиње са Албанцем говори и чињеница да је након сазнања да је Грегор побегао у Италију са младом Албанком, нападала и преклињала Албанце насред улице. У једној тучи, коју је сама покренула, одсечен јој је палац леве руке једним ударцем сабље.
Веза са Јакобом Хорнштајном је најдужа (шест година). Пошто се Хорнштајн бавио трговином, песникиња је са њим често путовала. Делили су иинтересовање према поезији немачких песника, чија дела је Хорнштајн имао у великој библиотеци, а тај однос обележава и Хорнштајнов подстицај да Гина ствара, односно преводи поезију. Проблем у њиховом односу настаје Хорнштајновом сумњом да га Гина вара са Петром Кандалидисом и потоњем наводном уверавању Хорнштајна у то, те Гининим покушајем самоубиства. Крај везе наступа након болести, односно смрти Хорнштајна 1866. године. Због оптужби његових сестара три месеца проводи у затвору. Са новцем од тестамента Гина одлази у Париз због утиска које су Хорнштајнове приче о том граду оставиле на њу, али после две године бива депортована за Србију од стране локалних власти.
Гина никада није имала деце, а по речима Влислоцког, децу није ни волела. Последњих 20 година живота провела је номадским начином живота са својим рођацима. Преминула је у великом сиромаштву 17. маја 1891. године. Сахрањена је у необележном гробу негде у Славонији. Након њене смрти, рођаци су зарадили продајом њених свесака.

## Стваралаштво
Етнолог и ромолог, Хајнрих Влислоцки, упознао је Гину Рањичић у Славонији, тада Аустроугарској. Влислоцки је навео да је Гина Рањичић о свом животу причала на ромском, српском и течном немачком језику. Помиње да је писала и турске, јерменске и албанске песме. Више језика је научила живећи у различитим деловима Отоманског царства. Приликом првог сусрета са песникињом она је имала 3 свеске у којима је било око 250 ромских песама. Гина Рањичић је на Хорнштајнов захтев превела песму немачког песника Платена на ромски језик. Као читаоци поезије/дела Гине Рањичић наводе се:
- Неименовани господин из Беча, за ког се наводи да је имао пуно књига и да је волео Албанце, те је од песникиње откупио њене албанске песме.
- Др Светозар Јакобчић, који је након смрти Гине Рањичић откупио њено дело, а на чији подстицај је и дошло до сусрета између Влислоцког и ње и текста који је Влислоцки записао.
- Партнер Јакоб Хорнштајн који је и директно подстицао стваралаштво песникиње.
- Хајнрих фон Влислоцки, који је записао песме Гине Рањичић и њену биографију, такође, први преводилац дела песникиње на немачки језик и аутор текста на ком се заснива већи део знања о Гини Рањичић.[5]

Хедина Сијерчић у својој књизи „Родни идентитети у књижевности ромских ауторица на просторима бивше Југославије” прави осврт на дело Гине Рањичић у контексту мајке ромске књижевности, а уз интерсекционални приступ.